# Меркулович, Николай Алексеевич
Николай Алексеевич Меркулович (1875, Ташкент — 1937, Самарканд) — советский биолог, профессор, доктор биологических наук. Первый ректор Самаркандского государственного университета. Герой Труда (1936).

## Биография
Николай Алексеевич Меркулович родился в 1875 году в городе Ташкенте. Окончил ташкентскую гимназию, затем в 1901 году окончил естественное отделение Петербургского университета.
В 1927 году являлся активным участником организации Самаркандского государственного университета, который тогда назывался Высшим педагогическим институтом и был его первым ректором.
В 1936 году стал Героем Труда. Н. А. Меркулович скончался в 1937 году в Самарканде.

## Избранные труды
- Меркулович Н. А. Растительность западной части Зеравшанского хребта и части Гиссарского, примыкающего к Зеравшанскому в области Хазрет-Султана // Труды Узбекского государственного университета. — 1936. — Т. 7. — С. 43—84.
- Меркулович Н. А. Особая разновидность дисковидной ромашки Matricaria disciformis (C. A. Mey.) DC. с белыми краевыми цветами // Труды Узбекского государственного университета. — 1937. — Т. 10. — С. 187—188.
- Меркулович Н. А. Сем. Potamogetonaceae, Zosteraceae, Najadaceae, Araceae, Lemnaceae // Флора Узбекистана = Flora Uzbekistanica : в 6 т. / гл. ред. Р. Р. Шредер. — Ташкент : Изд-во Узб. филиала Акад. наук СССР, 1941. — Т. 1 : Polypodiaceae — Orchidaceae / ред. тома С. Н. Кудряшев. — С. 123—135, 376—381. — 568 с. — 1200 экз.

## Виды растений, названные в честь Н. А. Меркуловича
- Libanotis merkulowiczii Korovin (1947) [=Seseli merkulowiczii (Korovin) Pimenov & Sdobnina]
- Salsola merkulowiczii Zakirov (1937) [=Climacoptera merkulowiczii (Zakirov) Botsch.]